# Conus sieboldi
Conus sieboldi é uma espécie de gastrópode do gênero Conus, pertencente a família Conidae.